# Irena Szewińska

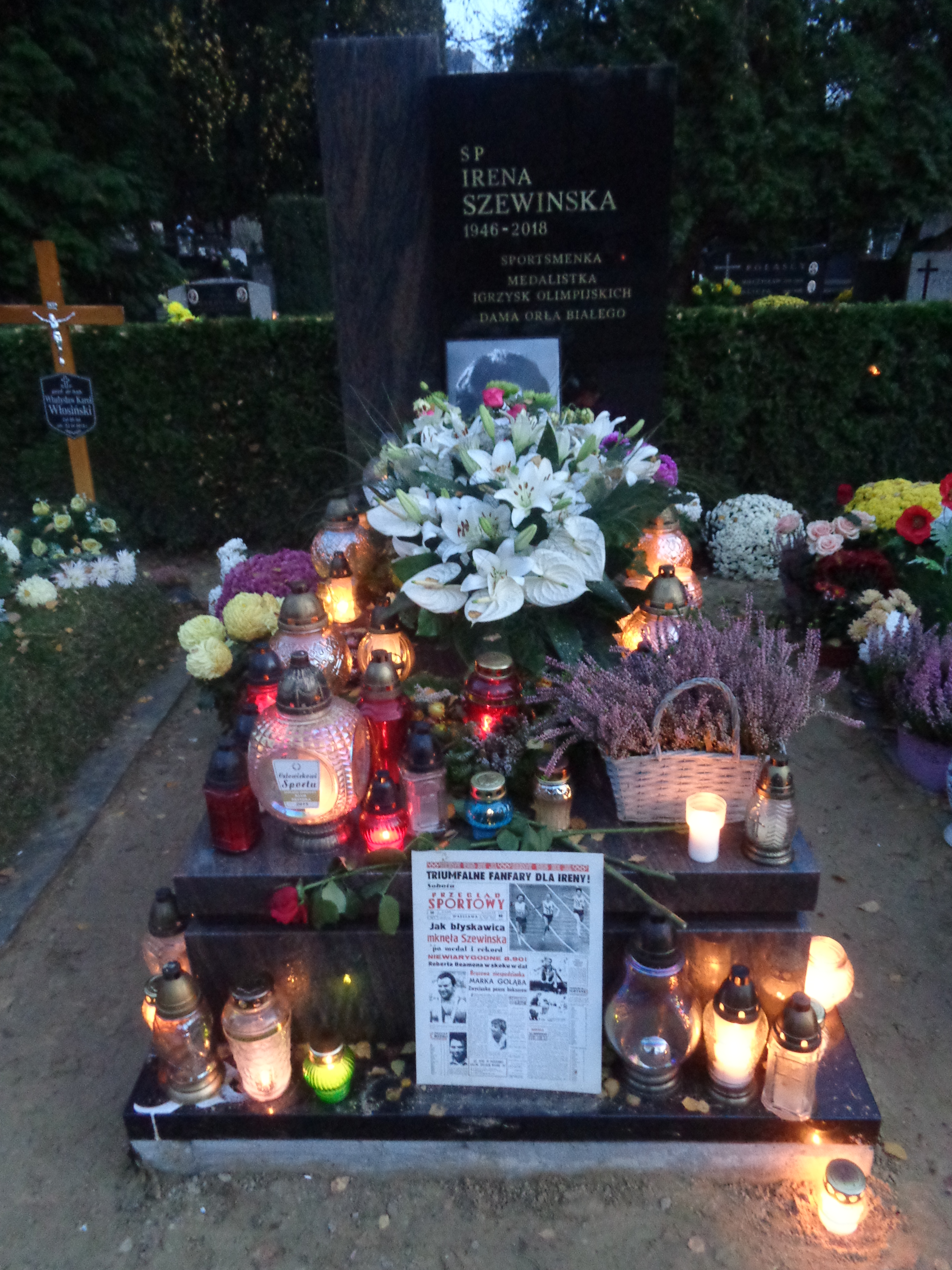
Grób Ireny Szewińskiej na Wojskowych Powązkach

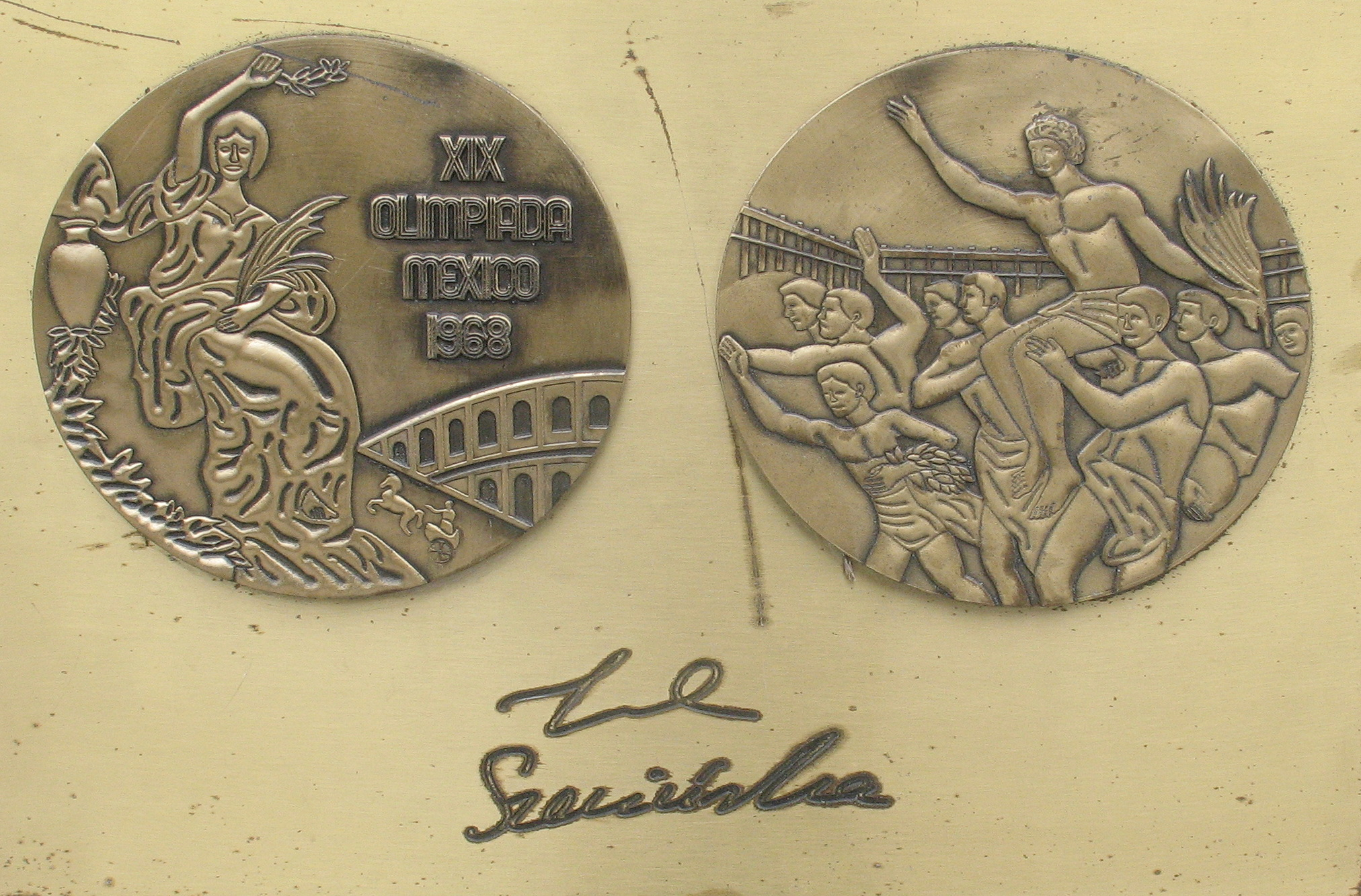
Kopia medalu i autografu I. Szewińskiej w Alei Gwiazd Sportu w Dziwnowie

Irena Kirszenstein-Szewińska (ur. 24 maja 1946 w Leningradzie, zm. 29 czerwca 2018 w Warszawie) – polska lekkoatletka specjalizująca się w biegach sprinterskich i skoku w dal, a po zakończeniu kariery działaczka krajowych i międzynarodowych organizacji sportowych; dama Orderu Orła Białego.
Należała do najbardziej utytułowanych polskich sportowców i najwybitniejszych lekkoatletek w historii: stawała na podium na czterech kolejnych igrzyskach olimpijskich.
Siedmiokrotna medalistka igrzysk olimpijskich (3 medale złote, 2 srebrne i 2 brązowe) oraz szesnastokrotna medalistka mistrzostw Europy (10 medali na otwartym stadionie i 6 w hali). Wielokrotna reprezentantka Polski w meczach międzypaństwowych i Pucharze Europy. W latach 1965–1979 zdobyła 24 medale mistrzostw Polski w biegu na 100 metrów, 200 metrów, 400 metrów, w sztafecie 4 × 100 metrów oraz w skoku w dal.
W 1974 agencja prasowa United Press International wybrała ją najlepszą sportsmenką na świecie. Czterokrotnie wybierana na najlepszego sportowca Polski w plebiscycie „Przeglądu Sportowego” (w 1965, 1966, 1974 i 1976). W 2021 w specjalnym plebiscycie „Przeglądu Sportowego” została uznana za polskiego sportowca stulecia.

## Życiorys

### Pochodzenie i wykształcenie
Urodziła się jako Irena Kirszenstein w rodzinie żydowskiej, 24 maja 1946 w Leningradzie (ówczesna nazwa Petersburga). Jej ojciec, Jakub Gustaw Kirszenstein (1919−2002) był inżynierem akustykiem i pochodził z Warszawy, natomiast matka, Eugenia z domu Rafalska (1922−1996), z Kijowa. Rodzice poznali się w Uzbekistanie, dokąd w 1941 ewakuowano kijowskie zakłady, w których pracowała matka Ireny, a także leningradzki instytut, w którym studiował jej ojciec. W 1947 Kirszensteinowie wraz z córką osiedlili się w Warszawie. W 1953 jej rodzice rozwiedli się, a Irena zamieszkała z matką przy al. Świerczewskiego (obecnie al. „Solidarności”) w Warszawie.
Była absolwentką XXXVII Liceum Ogólnokształcącego im. Jarosława Dąbrowskiego w Warszawie oraz Wydziału Nauk Społecznych Uniwersytetu Warszawskiego (1970, specjalizacja: ekonomia transportu).

### Kariera sportowa
Lekkoatletykę zaczęła uprawiać jesienią 1960, mając 14 lat, w grupie uczniów Szkoły Podstawowej nr 37 w Warszawie, której trenerem był dawny oszczepnik, finalista igrzysk olimpijskich z Melbourne (1956), Jan Kopyto. Od początku kariery startowała w barwach warszawskiej Polonii. Początkowo występowała m.in. w czwartkach lekkoatletycznych. W 1962 zdobyła w Łodzi pierwsze medale mistrzostw Polski młodzików.
Pierwsze międzynarodowe sukcesy odniosła już w 1964 – podczas rozgrywanych w Warszawie europejskich igrzysk juniorów (późniejsze mistrzostwa Europy juniorów) zdobyła trzy złote medale wygrywając bieg na 200 metrów i skok w dal oraz wraz z koleżankami w biegu rozstawnym na 4 × 100 metrów. Miesiąc później na igrzyskach olimpijskich w Tokio wywalczyła srebrne medale w skoku w dal i biegu na 200 metrów, a wraz z Teresą Ciepły, Haliną Górecką i Ewą Kłobukowską poprawiając rekord świata (z czasem 43,69) zdobyła złoto w sztafecie sprinterskiej. Rok później zdobyła w Budapeszcie trzy medale uniwersjady, a w 1966 także w stolicy Węgier wywalczyła cztery (w tym trzy złote) krążki mistrzostw Europy. W 1968 w Meksyku podczas igrzysk olimpijskich zwyciężyła w biegu na 200 metrów poprawiając czasem 22,58 rekord świata oraz zdobyła brąz na dystansie 100 metrów. W biegu rozstawnym 4 × 100 metrów Polki zgubiły pałeczkę (ostatecznie dobiegły do mety, nie awansując do finału) – w efekcie manipulacji medialnych i wydarzeń związanych z Marcem 1968 roku Szewińska stała się w związku z tym wydarzeniem obiektem ataków antysemickich. Wstawił się za nią w „Ekspresie Wieczornym” znany felietonista Wiech. Zimą 1969 zdobyła w Belgradzie trzy medale lekkoatletycznych europejskich igrzysk halowych.
W związku z ciążą opuściła sezon letni 1969, a w 1970 po urodzeniu syna Andrzeja wystartowała w uniwersjadzie w Turynie, odpadając już w półfinale biegu na 100 metrów. Zimą 1971 stanęła na podium halowych mistrzostw Europy w skoku w dal. Latem 1971 na mistrzostwach Europy w Helsinkach zdobyła brązowy medal w biegu na 200 metrów. W sylwestra z 1971 na 1972, podczas zgrupowania w Zakopanem, doznała kontuzji (skręcenie kostki lewej nogi), przez co musiała zrezygnować ze startów w skoku w dal. Podczas igrzysk olimpijskich w Monachium zdobyła brązowy medal w biegu na 200 metrów i dotarła do półfinałów rywalizacji na dystansie 100 metrów. Tuż za podium, na czwartym miejscu, zakończyła start w biegu na 60 metrów podczas halowych mistrzostw Europy w Rotterdamie, a rok później na halowym czempionacie zdobyła brąz w biegu na 60 metrów. Od jesieni 1973 rozpoczęła starty w biegu na 400 metrów. W sezonie letnim 1974 trzy medale (w tym dwa złote w biegach na 100 i 200 metrów) podczas mistrzostw Europy w Rzymie. Na początku marca w Katowicach rozegrano halowe mistrzostwa Europy, w których Szewińska zdobyła brązowy medal w biegu na 60 metrów. Na igrzyskach olimpijskich w Montrealu w 1976 zdobyła złoty medal na dystanie 400 m, ustanawiając czasem 49,29 nowy rekord świata. Dwukrotnie zdobywała brązowe medale mistrzostw Europy w Pradze (1978). Podczas swojego ostatniego olimpijskiego startu – na igrzyskach olimpijskich w Moskwie w 1980 – dotarła do półfinału biegu na 400 metrów.

### Po zakończeniu kariery sportowej
Po zakończeniu w 1980 kariery sportowej rozpoczęła działalność w szeregu organizacji. Od 1980 do 2009 zasiadała w Zarządzie Polskiego Związku Lekkiej Atletyki (w latach 1997–2009 była prezesem PZLA). W latach 1982–1989 była członkiem Patriotycznego Ruchu Odrodzenia Narodowego. W 1984 została wybrana do Komitetu Kobiecego International Association of Athletics Federations (IAAF), w 1995 do Rady European Athletics Association. Od 2005 do 2009 i ponownie od 2011 zasiadała w Radzie IAAF (Międzynarodowego Stowarzyszenia Federacji Lekkoatletycznych). Była wiceprezesem Polskiego Komitetu Olimpijskiego, a od 1998 również członkiem Międzynarodowego Komitetu Olimpijskiego. W 2005 była członkiem wyborczego Komitetu Honorowego Lecha Kaczyńskiego. Po aferze finansowej w 2009, nie ubiegała się o reelekcję na stanowisku Prezesa Polskiego Związku Lekkiej Atletyki.
Jako przedstawiciel Międzynarodowego Komitetu Olimpijskiego była członkiem Komisji Koordynacyjnej sprawdzającej stan przygotowań do igrzysk olimpijskich w Atenach (2004), Londynie (2012) oraz Tokio (2020).
Była członkiem honorowego komitetu poparcia Bronisława Komorowskiego przed wyborami prezydenckimi w Polsce w 2015 roku.

### Życie prywatne
W 1967 wyszła za mąż za Sławomira Szewińskiego (znanego również pod imieniem Janusz), także sportowca – biegającego na 400 metrów przez płotki, jej trenera i fotografa. Ich synami są:
- Andrzej Szewiński (ur. 1970) – polski siatkarz (wicemistrz Letniej Uniwersjady 1993), działacz sportowy i polityk.
- Jarosław Szewiński (ur. 1981) – informatyk.

Zmarła 29 czerwca 2018 po długiej walce z chorobą nowotworową.
5 lipca 2018 w katedrze polowej Wojska Polskiego odbyła się msza święta pogrzebowa, której przewodniczył biskup Marian Florczyk. Uroczystości miały charakter państwowy i odbyły się w asyście kompanii reprezentacyjnej Wojska Polskiego. Uczestniczyli w nich, m.in. prezydent RP Andrzej Duda wraz z małżonką, premier Mateusz Morawiecki, minister sportu Witold Bańka, szef MKOl Thomas Bach, szef IAAF Sebastian Coe, szef PKOl Andrzej Kraśnicki oraz wielu sportowców, w tym m.in. Tomasz Majewski, Anita Włodarczyk, Czesław Lang, Władysław Kozakiewicz, Robert Korzeniowski czy Andrzej Person. Irena Szewińska spoczęła w Alei Zasłużonych Cmentarza Wojskowego na Powązkach w Warszawie (kwatera G-tuje-39).

## Nagrody i wyróżnienia
W 1974 została wybrana w plebiscycie agencji prasowej United Press International najlepszą sportsmenką świata, wygrała wówczas także doroczny plebiscyt Track & Field Athlete of the Year. Czterokrotnie wygrywała plebiscyt „Przeglądu Sportowego” na 10 Najlepszych Sportowców Polski (łącznie dziewięciokrotnie w dziesiątce), siedmiokrotnie triumfowała w rankingu Złote Kolce. W 1981 została wybrana do International Jewish Sports Hall of Fame – międzynarodowej galerii sław sportowców pochodzenia żydowskiego. W 1984 otrzymała tytuł „Sportowiec 40-lecia PRL”. W plebiscycie „Polityki”, „Przeglądu Sportowego” i „Tempa” została uznana w 1998 za postać numer 1 w polskim sporcie XX wieku.
29 września 2007 została uhonorowana doktoratem honoris causa przez Akademię Wychowania Fizycznego i Sportu w Gdańsku.
W 1994 otrzymała Medal Kalos Kagathos przyznawany wybitnym sportowcom, którzy odnieśli sukces również poza sportem. W 2009 nadano jej tytuł Honorowego Prezesa Polskiego Związku Lekkiej Atletyki oraz w plebiscycie z okazji 90-lecia PZLA wybrano ją najlepszą polską lekkoatletką w biegach na 200 i 400 metrów. W 2012 została włączona do IAAF Hall of Fame.
W Pułtusku Irena Szewińska jest patronką Szkoły Podstawowej nr 4 w Pultusku. 15 października 2018 roku została pośmiertnie patronką Szkoły Podstawowej nr 2 w Łomiankach-Dąbrowie Leśnej, gdzie mieszkała wraz z rodziną i aktywnie wspierała rozwój sportu w gminie Łomianki - np. w 2015 objęła honorowy patronat nad ogólnopolską imprezą sportową Bieg Łomianek.
W 2005 Rada Miasta Bydgoszczy nadała jej tytuł honorowego obywatela Bydgoszczy. 10 września 2014 została honorową obywatelką Sopotu, 20 września 2014 Pułtuska, a 26 marca 2015 Zgierza. W czerwcu 2018 została uhonorowana Medalem Prezydenta Miasta Torunia Thorunium.
W 2018 Międzynarodowa Federacja Lekkoatletyczna postanowiła upamiętnić 12 najwybitniejszych postaci w historii lekkiej atletyki tablicami pamiątkowymi (m.in. Emila Zatopka, Paavo Nurmi, Jesse Owensa, Abebe Bikili i Fanny Blankers-Koen). Wśród nich znajdzie się tablica poświęcona Irenie Szewińskiej, która umieszczona zostanie na stadionie Zawiszy w Bydgoszczy, gdzie pobiła rekord świata w biegu na 400 metrów podczas Grand Prix Brdy w 1976 roku.

## Odznaczenia
- Order Orła Białego (28 kwietnia 2016)[52][53]
- Krzyż Wielki Orderu Odrodzenia Polski (2014)[54][55]
- Krzyż Komandorski z Gwiazdą Orderu Odrodzenia Polski (1998)[2]
- Krzyż Komandorski Orderu Odrodzenia Polski (1972)[56]
- Krzyż Oficerski Orderu Odrodzenia Polski
- Order Sztandaru Pracy II klasy[57]
- Złoty Krzyż Zasługi[58]
- Kawaler Orderu Lwa (2014, Senegal)[59]
- Oficer Orderu Lwa (2015, Senegal)[60]
- Złote Promienie ze Wstęgą Orderu Wschodzącego Słońca (2017, Japonia)[61]

## Osiągnięcia

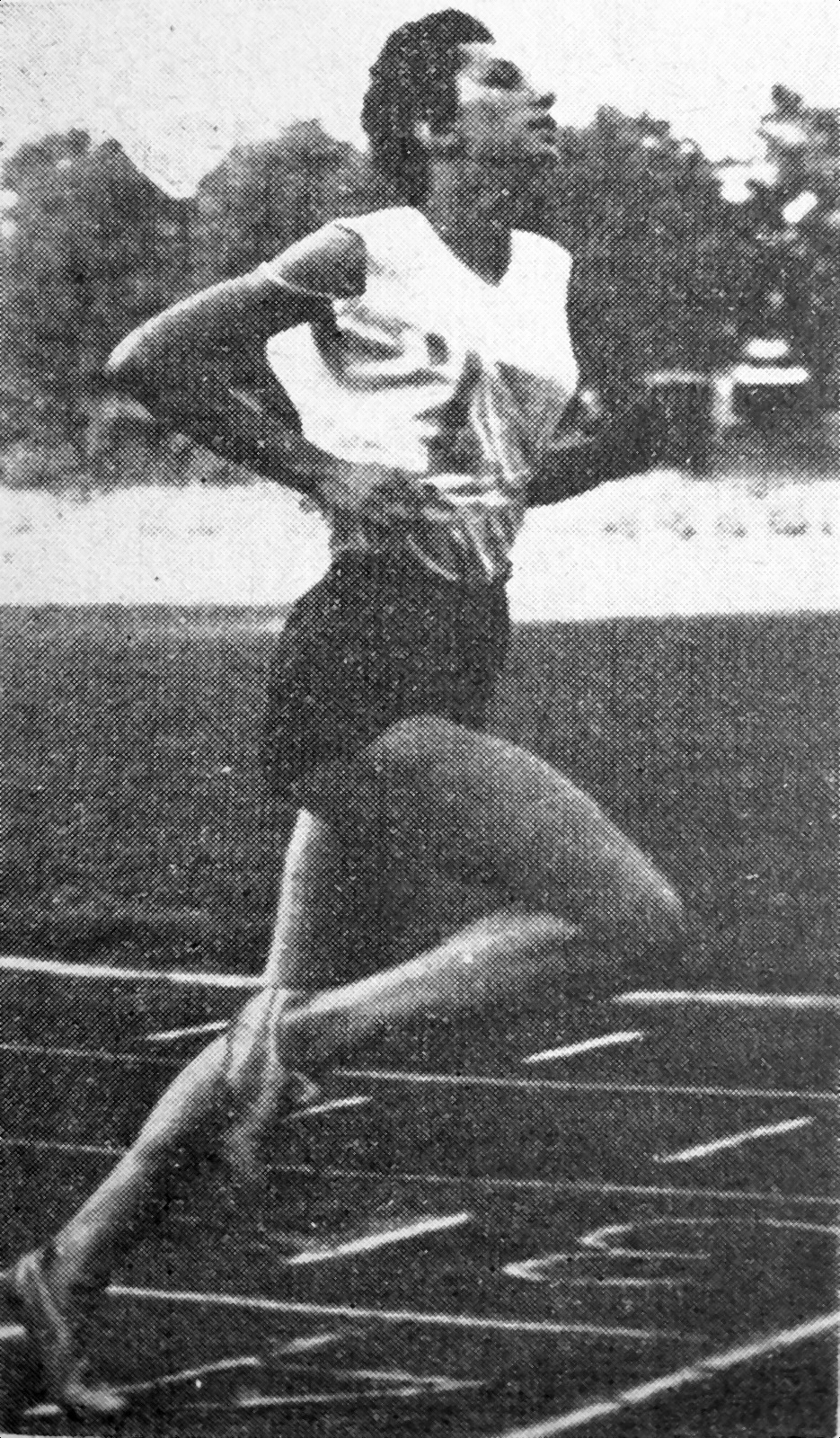
Irena Kirszenstein w 1964

| Rok  | Impreza                       | Miejsce       | Konkurencja                | Lokata            | Wynik   |
| ---- | ----------------------------- | ------------- | -------------------------- | ----------------- | ------- |
| 1964 | Europejskie igrzyska juniorów | Warszawa      | bieg na 200 metrów         | 1. miejsce        | 23,5    |
| 1964 | Europejskie igrzyska juniorów | Warszawa      | sztafeta 4 × 100 metrów    | 1. miejsce        | 46,6    |
| 1964 | Europejskie igrzyska juniorów | Warszawa      | skok w dal                 | 1. miejsce        | 6,19    |
| 1964 | Igrzyska olimpijskie          | Tokio         | sztafeta 4 × 100 metrów    | 1. miejsce        | 43,69   |
| 1964 | Igrzyska olimpijskie          | Tokio         | bieg na 200 metrów         | 2. miejsce        | 23,13   |
| 1964 | Igrzyska olimpijskie          | Tokio         | skok w dal                 | 2. miejsce        | 6,60    |
| 1965 | Uniwersjada                   | Budapeszt     | bieg na 100 metrów         | 1. miejsce        | 11,3    |
| 1965 | Uniwersjada                   | Budapeszt     | bieg na 200 metrów         | 1. miejsce        | 23,5    |
| 1965 | Uniwersjada                   | Budapeszt     | sztafeta 4 × 100 metrów    | 2. miejsce        | 46,1    |
| 1965 | Półfinał pucharu Europy       | Lipsk         | sztafeta 4 × 100 metrów    | 1. miejsce        | 45,0    |
| 1965 | Półfinał pucharu Europy       | Lipsk         | skok w dal                 | 1. miejsce        | 6,35    |
| 1965 | Finał pucharu Europy          | Kassel        | sztafeta 4 × 100 metrów    | 1. miejsce        | 44,9    |
| 1965 | Finał pucharu Europy          | Kassel        | skok w dal                 | 2. miejsce        | 6,33    |
| 1966 | Mistrzostwa Europy            | Budapeszt     | bieg na 200 metrów         | 1. miejsce        | 23,1    |
| 1966 | Mistrzostwa Europy            | Budapeszt     | sztafeta 4 × 100 metrów    | 1. miejsce        | 44,49   |
| 1966 | Mistrzostwa Europy            | Budapeszt     | skok w dal                 | 1. miejsce        | 6,55    |
| 1966 | Mistrzostwa Europy            | Budapeszt     | bieg na 100 metrów         | 2. miejsce        | 11,5    |
| 1967 | Finał pucharu Europy          | Kijów         | bieg na 100 metrów         | 1. miejsce        | 11,2    |
| 1967 | Finał pucharu Europy          | Kijów         | bieg na 200 metrów         | 1. miejsce        | 23,0    |
| 1968 | Igrzyska olimpijskie          | Meksyk        | bieg na 200 metrów         | 1. miejsce        | 22,58   |
| 1968 | Igrzyska olimpijskie          | Meksyk        | bieg na 100 metrów         | 3. miejsce        | 11,19   |
| 1968 | Igrzyska olimpijskie          | Meksyk        | sztafeta 4 × 100 metrów    | eliminacje        | 53,02   |
| 1968 | Igrzyska olimpijskie          | Meksyk        | skok w dal                 | el. – 16. miejsce | 6,19    |
| 1969 | Europejskie igrzyska halowe   | Belgrad       | bieg na 50 metrów          | 1. miejsce        | 6,4     |
| 1969 | Europejskie igrzyska halowe   | Belgrad       | skok w dal                 | 1. miejsce        | 6,38    |
| 1969 | Europejskie igrzyska halowe   | Belgrad       | sztafeta 1+2+3+4 okrążenia | 2. miejsce        | 4:53,2  |
| 1970 | Uniwersjada                   | Turyn         | bieg na 100 metrów         | eliminacje        | 12,3    |
| 1971 | Halowe mistrzostwa Europy     | Sofia         | skok w dal                 | 2. miejsce        | 6,56    |
| 1971 | Halowe mistrzostwa Europy     | Sofia         | bieg na 60 metrów          | 4. miejsce        | 7,5     |
| 1971 | Mistrzostwa Europy            | Helsinki      | bieg na 200 metrów         | 3. miejsce        | 23,32   |
| 1971 | Mistrzostwa Europy            | Helsinki      | skok w dal                 | 5. miejsce        | 6,62    |
| 1971 | Mistrzostwa Europy            | Helsinki      | bieg na 100 metrów         | 6. miejsce        | 11,6    |
| 1972 | Halowe mistrzostwa Europy     | Grenoble      | bieg na 50 metrów          | 6. miejsce        | 6,39    |
| 1972 | Igrzyska olimpijskie          | Monachium     | bieg na 200 metrów         | 3. miejsce        | 22,74   |
| 1972 | Igrzyska olimpijskie          | Monachium     | bieg na 100 metrów         | półfinał          | 11,54   |
| 1973 | Halowe mistrzostwa Europy     | Rotterdam     | bieg na 60 metrów          | 4. miejsce        | 7,35    |
| 1974 | Halowe mistrzostwa Europy     | Göteborg      | bieg na 60 metrów          | 3. miejsce        | 7,20    |
| 1974 | Mistrzostwa Europy            | Rzym          | bieg na 100 metrów         | 1. miejsce        | 11,13   |
| 1974 | Mistrzostwa Europy            | Rzym          | bieg na 200 metrów         | 1. miejsce        | 22,51   |
| 1974 | Mistrzostwa Europy            | Rzym          | sztafeta 4 × 100 metrów    | 3. miejsce        | 43,48   |
| 1974 | Mistrzostwa Europy            | Rzym          | sztafeta 4 × 400 metrów    | 4. miejsce        | 3:26,4  |
| 1975 | Halowe mistrzostwa Europy     | Katowice      | bieg na 60 metrów          | 3. miejsce        | 7,26    |
| 1975 | Półfinał pucharu Europy       | Lüdenscheid   | bieg na 100 metrów         | 1. miejsce        | 11,23   |
| 1975 | Półfinał pucharu Europy       | Lüdenscheid   | bieg na 200 metrów         | 1. miejsce        | 22,96   |
| 1975 | Półfinał pucharu Europy       | Lüdenscheid   | sztafeta 4 × 100 metrów    | 2. miejsce        | 43,94   |
| 1975 | Półfinał pucharu Europy       | Lüdenscheid   | sztafeta 4 × 400 metrów    | 1. miejsce        | 3:29,2  |
| 1975 | Finał pucharu Europy          | Nicea         | bieg na 100 metrów         | 3. miejsce        | 11,26   |
| 1975 | Finał pucharu Europy          | Nicea         | bieg na 200 metrów         | 2. miejsce        | 22,84   |
| 1975 | Finał pucharu Europy          | Nicea         | bieg na 400 metrów         | 1. miejsce        | 50,50   |
| 1975 | Finał pucharu Europy          | Nicea         | sztafeta 4 × 100 metrów    | 4. miejsce        | 43,82   |
| 1976 | Igrzyska olimpijskie          | Montreal      | bieg na 400 metrów         | 1. miejsce        | 49,29   |
| 1977 | Halowe mistrzostwa Europy     | San Sebastián | bieg na 60 metrów          | eliminacje        | 7,42    |
| 1977 | Półfinał pucharu Europy       | Sztokholm     | bieg na 100 metrów         | 1. miejsce        | 11,38   |
| 1977 | Półfinał pucharu Europy       | Sztokholm     | bieg na 200 metrów         | 1. miejsce        | 22,92   |
| 1977 | Półfinał pucharu Europy       | Sztokholm     | sztafeta 4 × 100 metrów    | 1. miejsce        | 43,63   |
| 1977 | Finał pucharu Europy          | Helsinki      | bieg na 100 metrów         | 3. miejsce        | 11,26   |
| 1977 | Finał pucharu Europy          | Helsinki      | bieg na 200 metrów         | 1. miejsce        | 22,71   |
| 1977 | Puchar świata                 | Düsseldorf    | bieg na 200 metrów         | 1. miejsce        | 22,77   |
| 1977 | Puchar świata                 | Düsseldorf    | bieg na 400 metrów         | 1. miejsce        | 49,52   |
| 1977 | Puchar świata                 | Düsseldorf    | sztafeta 4 × 400 metrów    | 2. miejsce        | 3:25,8  |
| 1978 | Mistrzostwa Europy            | Praga         | bieg na 400 metrów         | 3. miejsce        | 50,40   |
| 1978 | Mistrzostwa Europy            | Praga         | sztafeta 4 × 400 metrów    | 3. miejsce        | 3:26,76 |
| 1978 | Mistrzostwa Europy            | Praga         | sztafeta 4 × 100 metrów    | 5. miejsce        | 43,83   |
| 1978 | Puchar Narodów                | Tokio         | bieg na 400 metrów         | 1. miejsce        | 50,97   |
| 1978 | Puchar Narodów                | Tokio         | sztafeta 4 × 100 metrów    | 3. miejsce        | 43,95   |
| 1979 | Półfinał pucharu Europy       | Sittard       | bieg na 100 metrów         | 3. miejsce        | 11,3    |
| 1979 | Półfinał pucharu Europy       | Sittard       | bieg na 200 metrów         | 3. miejsce        | 22,94   |
| 1979 | Półfinał pucharu Europy       | Sittard       | sztafeta 4 × 100 metrów    | 2. miejsce        | 44,21   |
| 1979 | Finał pucharu Europy          | Turyn         | bieg na 100 metrów         | 6. miejsce        | 11,39   |
| 1979 | Finał pucharu Europy          | Turyn         | bieg na 200 metrów         | 5. miejsce        | 22,94   |
| 1979 | Finał pucharu Europy          | Turyn         | bieg na 400 metrów         | 3. miejsce        | 51,27   |
| 1979 | Finał pucharu Europy          | Turyn         | sztafeta 4 × 400 metrów    | 6. miejsce        | 3:31,25 |
| 1979 | Puchar świata                 | Montreal      | bieg na 400 metrów         | 3. miejsce        | 51,15   |
| 1980 | Igrzyska olimpijskie          | Moskwa        | bieg na 400 metrów         | półfinał          | 53,13   |

## Ranking światowyTrack & Field News
- 1964 – 2. miejsce na 200 m; 2. miejsce w skoku w dal
- 1965 – 2. miejsce na 100 m; 1. miejsce na 200 m; 2. miejsce w skoku w dal: 6. miejsce w pięcioboju
- 1966 – 2. miejsce na 100 m; 1. miejsce na 200 m; 1. miejsce w skoku w dal
- 1967 – 1. miejsce na 100 m; 1. miejsce na 200 m; 1. miejsce w skoku w dal
- 1968 – 3. miejsce na 100 m; 1. miejsce na 200 m; 6. miejsce w skoku w dal
- 1969 – 6. miejsce na 100 m; 2. miejsce na 200 m; 1. miejsce w skoku w dal
- 1971 – 7. miejsce na 100 m; 3. miejsce na 200 m; 5. miejsce w skoku w dal
- 1972 – 10. miejsce na 100 m; 3. miejsce na 200 m; 9. miejsce w skoku w dal
- 1973 – 3. miejsce na 100 m; 2. miejsce na 200 m
- 1974 – 1. miejsce na 100 m; 1. miejsce na 200 m; 1. miejsce na 400 m
- 1975 – 3. miejsce na 100 m; 2. miejsce na 200 m; 1. miejsce na 400 m
- 1976 – 4. miejsce na 100 m; 1. miejsce na 200 m; 1. miejsce na 400 m
- 1977 – 8. miejsce na 100 m; 1. miejsce na 200 m; 1. miejsce na 400 m; 3. miejsce na 400 m pł
- 1978 – 5. miejsce na 200 m; 3. miejsce na 400 m
- 1979 – 8. miejsce na 200 m; 4. miejsce na 400 m

## Rekordy

### Rekordy świata
W czasie swojej kariery Irena Szewińska 10 razy poprawiała rekordy świata.
| Konkurencja        | Rezultat | Data                      | Miejsce | Uwagi                |
| ------------------ | -------- | ------------------------- | ------- | -------------------- |
| Bieg na 100 metrów | 11,1     | 9 lipca 1965(dts)         | Praga   | pomiar ręczny        |
| Bieg na 100 metrów | 11,20    | 14 października 1968(dts) | Meksyk  | pomiar elektroniczny |

| Konkurencja        | Rezultat | Data                      | Miejsce  | Uwagi                |
| ------------------ | -------- | ------------------------- | -------- | -------------------- |
| Bieg na 200 metrów | 22,7     | 8 sierpnia 1965(dts)      | Warszawa | pomiar ręczny        |
| Bieg na 200 metrów | 22,58    | 18 października 1968(dts) | Meksyk   | pomiar elektroniczny |
| Bieg na 200 metrów | 22,21    | 13 czerwca 1974(dts)      | Poczdam  |                      |

| Konkurencja        | Rezultat | Data                 | Miejsce   | Uwagi                |
| ------------------ | -------- | -------------------- | --------- | -------------------- |
| Bieg na 400 metrów | 49,9     | 22 czerwca 1974(dts) | Warszawa  | pomiar ręczny        |
| Bieg na 400 metrów | 49,75    | 22 czerwca 1976(dts) | Bydgoszcz | pomiar elektroniczny |
| Bieg na 400 metrów | 49,29    | 29 lipca 1976(dts)   | Montreal  |                      |

| Konkurencja             | Rezultat | Data                      | Miejsce | Uwagi         |
| ----------------------- | -------- | ------------------------- | ------- | ------------- |
| Sztafeta 4 × 100 metrów | 44,6     | 20 października 1964(dts) | Tokio   | pomiar ręczny |
| Sztafeta 4 × 100 metrów | 43,6     | 21 października 1964(dts) | Tokio   | pomiar ręczny |

### Rekordy życiowe
Poniższa tabela prezentuje rekordy życiowe Ireny Szewińskiej w konkurencjach stadionowych.
| Konkurencja                     | Rezultat   | Data                                      | Miejsce         | Uwagi                              |
| ------------------------------- | ---------- | ----------------------------------------- | --------------- | ---------------------------------- |
| Bieg na 100 metrów              | 10,9 11,13 | 29 czerwca 1974(dts) 3 września 1974(dts) | Warszawa Rzym   | pomiar ręczny pomiar elektroniczny |
| Bieg na 200 metrów              | 22,21      | 13 czerwca 1974(dts)                      | Poczdam         |                                    |
| Bieg na 300 metrów              | 35,4 35,70 | 29 lipca 1976(dts) 4 lipca 1975(dts)      | Montreal Londyn | pomiar ręczny pomiar elektroniczny |
| Bieg na 400 metrów              | 49,28      | 29 lipca 1976(dts)                        | Montreal        |                                    |
| Bieg na 80 metrów przez płotki  | 10,8       | 24 lipca 1965(dts)                        | Spała           |                                    |
| Bieg na 100 metrów przez płotki | 14,0       | 17 maja 1969(dts)                         | Rzym            |                                    |
| Bieg na 400 metrów przez płotki | 56,62      | 24 września 1977(dts)                     | Hanower         |                                    |
| Skok w dal                      | 6,67       | 27 sierpnia 1968(dts)                     | Warszawa        |                                    |
| Skok wzwyż                      | 1,68       | 11 września 1966(dts)                     | Bari            |                                    |
| Pięciobój lekkoatletyczny       | 4705 pkt.  | 6 czerwca 1965(dts)                       | Warszawa        |                                    |